# Avicenna-Verzeichnis
Das Avicenna-Verzeichnis wurde im März 2008 angelegt. Ziel des Verzeichnisses war es, ein internetbasiertes Verzeichnis aller Universitäten, Colleges und Schulen für alle akademischen Berufe im Gesundheitswesen zu schaffen. Das Verzeichnis war nach dem persischen Arzt Abū Alī al-Husayn ibn Abdullāh ibn Sīnā, benannt, der im europäischen Kulturraum latinisiert als Avicenna bekannt ist. Im Jahr 2014 ging das Avicenna-Verzeichnis in der World Directory of Medical Schools auf.

## Hintergrund
Die Weltgesundheitsorganisation (WHO) veröffentlichte seit 1953 ein World Directory of Medical Schools mit allen durch die jeweiligen Staaten anerkannten medizinischen Fakultäten. Die letzte gedruckte (7.) Version wurde im Jahre 2000 herausgegeben. Im August 2008 veröffentlichte die WHO diese 7. Version elektronisch im Avicenna-Verzeichnis. Dieses wurde seitdem aktualisiert und erweitert. Obwohl das World Directory of Medical Schools zum Teil über elektronische Updates verfügte, war ein Großteil seiner Informationen veraltet, da sie vor 2000 zusammengetragen wurde. Eine elektronische Datenbank kann einfacher auf dem Laufenden gehalten werden. Ein wichtiger Teil der Erweiterung sollte zusätzliche Information über die Qualitätssicherung der Schulen enthalten.

## Herausgeber
Die Verwaltung des Avicenna-Verzeichnisses lag bei der Universität von Kopenhagen, Dänemark. Im August 2007 kamen die WHO und die Universität von Kopenhagen überein, letzterer die Verantwortung für die Verwaltung und Veröffentlichung des Verzeichnisses zu übertragen. Dabei wurde dei Kopenhagener Universität durch die World Federation for Medical Education (WFME) unterstützt. Die WHO war wie bisher Partner des Programmes und auch an der Datenerhebung weiterhin beteiligt. Im Jahr 2014 wurde das Avicenna-Verzeichnis mit der Datenbank der privaten non-profit Organisation FAIMER verschmolzen, woraus das World Directory of Medical Schools entstand.